# Fred Carganico
Alfred „Fred“ Carganico (* 21. März 1886 in Weenzen; † 19. September 1966 in Moritzburg) war ein deutscher Finanzbeamter, Schriftsteller und Karikaturist.

## Leben
Fred Carganico war der Sohn des Forstbeamten Alfred Carganico und Bruder des Generals Victor Carganico. Er war Direktor des Finanzamtes Breslau und Jäger, Zeichner und Karikaturist.
Nach dem Studium in Berlin und Freiburg wurde er 1908 Gerichtsreferendar, 1920 Regierungsrat und später Oberregierungsrat.
1924 gab er im Heger-Verlag Breslau das Büchlein Jäger und Wild in Reim und Bild heraus. Er veröffentlichte auch Karikaturen.
Nach dem Zweiten Weltkrieg lebte er in Moritzburg bei Dresden.
2014 wurden seine Zeichnungen wiederentdeckt. Im Fasanenschlösschen beim Schloss Moritzburg wurden 80 seiner Zeichnungen ausgestellt.

## Werke
- Jäger und Wild in Reim und Bild. Karikaturen und Verse. Korn, Breslau 1924, DNB 573909334
- Georg Langguth: Des Obersten a. D. Eugen Engel Querschnitte durch Menschen und ihre Welt. Karikaturen Fred Carganico. Vater, Breslau 1930, DNB 574706968.